# DIN 55301

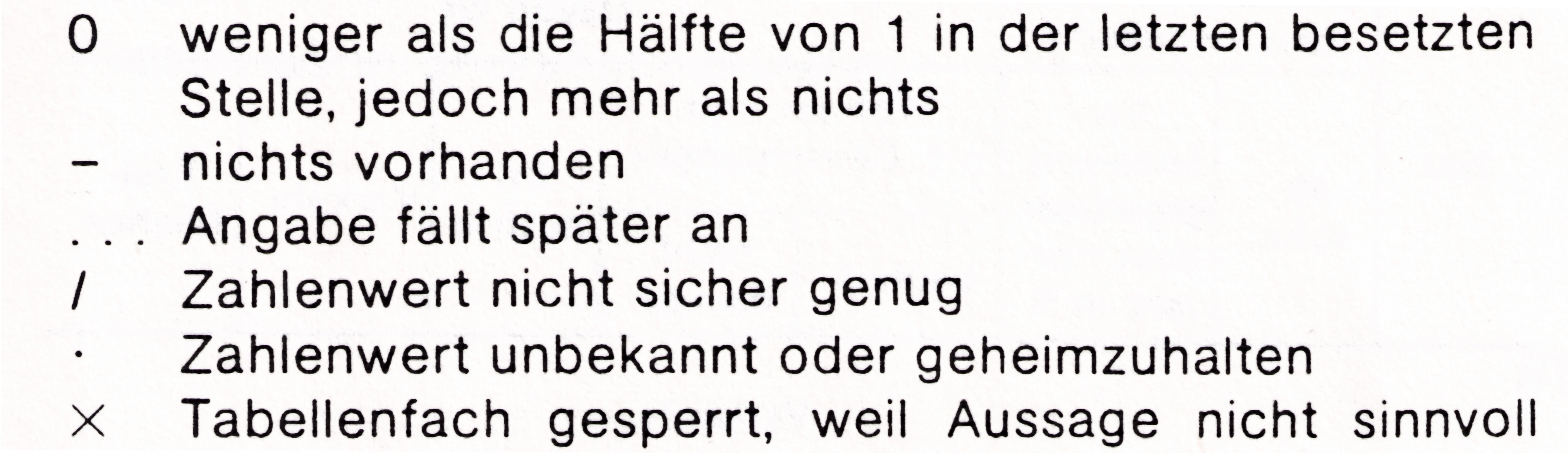
Zitat aus der Norm

Die DIN-Norm DIN 55301 regelte in Deutschland die Gestaltung statistischer Tabellen. Die Fassung wurde im September 1978 veröffentlicht. Die Norm wurde im April 2020 ersatzlos zurückgezogen, es wird die Anwendung der Norm DIN 5008 empfohlen.
Im Abschnitt 10.6 der Norm ist festgelegt, dass eine Tabelle keine leeren Fächer enthalten soll. Wo keine Werte eingetragen werden können oder sollen, erfolgt die Verwendung von sogenannten wertersetzenden Zeichen:
| Zeichen | Tastatur- Ersatz | Bedeutung                                                                           |
| ------- | ---------------- | ----------------------------------------------------------------------------------- |
| 0       | auf Tastatur     | weniger als die Hälfte von 1 in der letzten besetzen Stelle, jedoch mehr als nichts |
| ‒       | -                | nichts vorhanden (genau Null)                                                       |
| …       | …                | Angabe fällt später an                                                              |
| /       | auf Tastatur     | Zahlenwert nicht sicher genug                                                       |
| ・      | .                | Zahlenwert unbekannt oder geheim zu halten                                          |
| ✕       | X                | Tabellenfach gesperrt, weil Aussage nicht sinnvoll                                  |

Da vier dieser sechs Zeichen nicht auf üblichen Schreibmaschinen- und PC-Tastaturen zu finden sind, werden stattdessen häufig optisch ähnliche Zeichen verwendet, die aber so nicht in der DIN 55301 geregelt sind. Die Norm enthält keinen Verweis auf DIN 5008 (die seinerzeit den Titel „Regeln für Maschinenschreiben“ trug) und richtet sich somit nicht primär an Anwender von Büromaschinen, sondern an Ersteller von Druckerzeugnissen. Die deutsche Tastaturbelegung E1 enthält die oben gelisteten Zeichen einschließlich der Sperrmarke (großes Malkreuz ✕, Unicode U+2715 multiplication x.) Die DIN 5008:2020-03 sagt im Abschnitt 14.1 „Zahlentabellen – Allgemeines“ aus: „Zellen ohne Wert bzw. Aussage sind zu sperren“ und stellt dies im Beispiel für ein Feld durch komplett von Ecke zu Ecke durchgezogene Diagonallinien dar.
In einer Erläuterung am Ende der Normveröffentlichung steht der Hinweis, dass die Norm gemeinsam mit dem Arbeitskreis „Veröffentlichungen“ der Statistischen Landesämter erarbeitet wurde.
Einige der vorstehend dokumentierten wertersetzenden Zeichen wurden bereits 1949 international verwendet:
| Zeichen | Englische Bedeutung                       | Übersetzung                                             | Vergleichbares Zeichen aus DIN 55301 |
| ------- | ----------------------------------------- | ------------------------------------------------------- | ------------------------------------ |
| ・      | Category not applicable                   | Kategorie nicht anwendbar                               | ✕                                    |
| …       | Data not available                        | Daten nicht verfügbar                                   | … od. ·                              |
| —       | Magnitude nil (or negligible)             | Größe von Null oder unerheblich                         | – 1                                  |
| 0       | Magnitude less than half of unit employed | Größe von weniger als der Hälfte der jeweiligen Einheit | 0                                    |
| 0.0     | Magnitude less than half of unit employed | Größe von weniger als der Hälfte der jeweiligen Einheit | 0                                    |